# Zaghawa (langue)
Pour les articles homonymes, voir Zaghawa.
zaghawa (autonyme : beria) est une langue saharienne parlée au Soudan et au Tchad par la population zaghawa et les Awlad Mana.
Le zaghawa est aussi appelé beri, beri-aa, berri, bideyat, kebadi, kuyuk, merida, soghaua, zagaoua, zagawa, zauge, zeggaoua, zeghawa ou encore zorhaua.

## Utilisation
Cette langue est principalement utilisée au nord-est du Tchad et dans les États soudanais du Darfour du Nord et du Darfour-Occidental, de manière dispersée.
Le zaghawa comptait 180 000 locuteurs au Soudan en 2006, et 9 000 000 au total dans le monde. Chez certains locuteurs, il est en concurrence avec l'arabe soudanais.

## Dialectes
On distingue au sein du zaghawa les dialectes wagi (tuer-gala, twer), Diroune(Dourounda),kube et tuba (bideyat). Le wagi est le principal dialecte de la langue au Soudan et est lui-même divisé entre les sous-dialectes anka, dor (saharien) et kobe, qui présentent de légères différences,.
Le Joshua Project recense quant à lui les dialectes bideyat, Diround-guruf, kobe-kapka, tuer-gala et zaghawa.

## Écriture

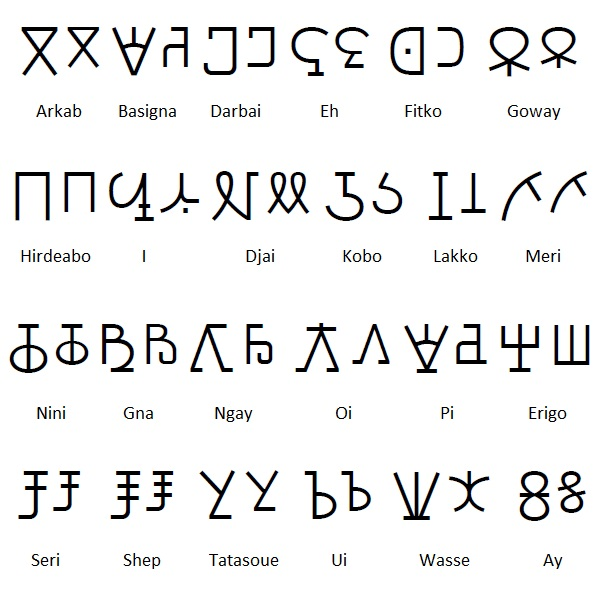
Capitales (gauche) et minuscules (droite) de l'alphabet zaghawa. L'ordre est le même que pour l'alphabet latin : //a b d ɛ f ɡ h~ħ ɪ ʒ k l m n ɲ ŋ ɔ p ɾ~r s ʃ t ʊ w j//.

Le zaghawa utilise les alphabets zaghawa et latin.